# EDGES
L'experiment EDGES (Experiment to Detect the Global EoR Signature, en català Experiment per detectar la signatura global EoR) és un experiment i un radiotelescopi situat a una zona de silenci de ràdio a l'Observatori de Radioastronomia Murchinson a l'oest d'Austràlia. EoR són les sigles de "epoch of reionization" o època de reionització, una època en la història còsmica en que el gas d'hidrogen atòmic neutre es va ionitzar pel llum ultraviolat de les primeres estrelles.

## Instruments de baixa freqüència
L'experiment te dos instruments de baixa freqüència, cada un dels quals té una antena dipol apuntant al zenit i observant una sola polarització. L'antena té una mida de 2 per 1 metre situada sobre un pla de massa de 30 per 30 metres. Està acoblada a un receptor de ràdio amb un cable de 100 metres cap a un espectròmetre digital. Els instruments operen de 50 a 100 MHz (6 a 3 metres) i estan separats 150 metres. Les observacions van començar l'agost de 2015.

### Perfil d'absorció a 78MHz
El març de 2018 l'equip de la col·laboració van publicar un article a la revista Nature anunciant el descobriment d'un perfil d'absorció centrat als 78MHz al cel després d'eliminar l'emissió de sincrotró de la galàxia. Aquest perfil té una amplada de 19 MHz i una amplitud de 0.5 K contra un senyal de fons de 0.025 K, resultant en una relació senyal soroll de 37. La correlació al roig equivalent és de z≈17. El senyal pot ser el romanent de la llum ultravioleta de les primeres estrelles de l'univers alterant l'emissió dels 21 cm. Un escenari més exòtic és que el senyal sigui donat per la interacció entre matèria fosca i barions.

## Instruments d'alta freqüència
Els instruments d'alta freqüència son d'un disseny similar i operen al rang de 90 a 200 MHz (3.3 a 1.5 m).